# Dicranomyia gardineri
Dicranomyia gardineri är en tvåvingeart som beskrevs av Edwards 1912. Dicranomyia gardineri ingår i släktet Dicranomyia och familjen småharkrankar. Inga underarter finns listade i Catalogue of Life.